# Lucía Etxebarria
Lucía Etxebarria de Asteinza född i Valencia 7 december 1966, är en spansk författare. Hon har studerat engelsk filologi och journalistik i Madrid.

## Priser
- 1998 Premio Nadal, Beatriz y los cuerpos celestes.
- 2001 Premio Primavera, De todo lo visible y lo invisible
- 2004 Premio Planeta, Un milagro en equilibrio